# Makale Utara
Makale Utara (Deutsch: Makale-Nord) ist ein Distrikt (Kecamatan) im Regierungsbezirk (Kabupaten) Tana Toraja in der Provinz Südsulawesi, Indonesien.
Der Distrikt gliedert sich in 16 Desa/Kelurahan.